# Уэлсли, Генри, 6-й герцог Веллингтон
Валериан Джордж Генри Уэлсли, 6-й герцог Веллингтон (14 июля 1912 — 16 сентября 1943) — британский аристократ и военный. Единственный сын и наследник Артура Уэлсли (1876—1941), 5-го герцога Веллингтона (1941—1943), от брака Лилиан Мод Глен Коатс (ум. 1946), дочери лорда Глентанара. Пэр Соединённого королевства.
Носил титулы графа Морнингтона (1912—1934) и маркиза Дуро (1934—1941).

## Биография
11 декабря 1941 года после смерти своего отца Генри Уэлсли унаследовал титулы герцога Веллингтона, князя Ватерлоо, герцога де Сьюдад-Родриго, герцога да Виториа.
В 1935 году Генри Уэлсли начал свою карьеру в армии в чине второго лейтенанта в пехотном полку имени герцога Веллингтона.
Участник Второй мировой войны. 31-летний Генри Уэлсли погиб 16 сентября 1943 года от ран, полученных во время высадки десанта под Салерно в Италии. Он был похоронен на британском военном кладбище в Салерно. На момент смерти он был капитаном и командовал 2-го батальона коммандос под руководством подполковника Джека Черчилля.
После гибели Генри Уэлсли, не оставившего потомства, титул герцога Веллингтона унаследовал его дядя лорд Джеральд Уэлсли. Энн Уэлсли, сестра Генри, стала 7-й герцогиней де Сьюдад-Родриго.